# Бубањ-чесма у Крагујевцу
Бубањ-чесма у Крагујевцу представља непокретно културно добро као споменик културе, одлуком Владе Републике Србије бр. 633-2231/97-002, од 18. јуна 1997. године, Службени гласник РС 27, од 26. јуна 1997. године.
Бубањ чесма је један од најстаријих и најлепших споменика старог Крагујевца. Служила је за снабдевање становништва водом још у турско доба. Сазидана је у 19. веку, за време владавине кнеза Милана Обреновића, а данашњи изглед је добила 1922. године, залагањем и помоћи богате браће Бојаџић. Рађена је од камена и бетона, са богатом профилацијом и украсним орнаментима од малтера. Са улице се прво приступа на један трем, видиковац са клупама, а бетонским степеницама се силази до места где се захвата вода. Бубањ чесма у Крагујевцу представља објекат израђен за потребе чесме, а осмишљен тако да се на њему окупља народ.
У непосредној близини налази се језеро Бубањ, које је добило име по чесми, као и читаво насеље у тој околини.